# Народна библиотека „Невенка Станисављевић“ у Костајници
Народна библиотека „Невенка Станисављевић“ представља културну установу на простору општине Костајница као значајн фактор у култури и образовању на овим просторима.

## Библиотека данас
Од свог настанка па до данас представља значајну установу и ужива углед у друштву на подручју општине Костајница. Да би то успјела било је потребно посједовати и довољан број наслова међу којима су школске лектире, стручне књиге као и белетристичка литература. До тих наслова, наравно, долазе као и све сличне институције, а то су донације грађана и осталих привредних субјеката, куповина књига по сајмовима књига, као и обавезни примјерци.
На сајму књига 2014. године књижни фонд је увећан за 262 наслова, међу којима су савремена српска и свјетску проза, стручне књиге из области друштвених наука, историје и књижевности, романе за дјецу и тинејџере и сликовнице за најмлљђе кориснике библиотеке. Исте године је библиотека посједовала око 19. 000 наслова.
Осим своје првобитне дјелатности, издавања књига, библиотека такође врши и разне друге промоције. Такве су разне промоције књига током цијеле године, међу којима се могу нађи како новији наслови, или збирке пјесама, као и друге врсте манифестације ( изложбе, представе за дјецу, итд.).
Да је успјешан рад ове библиотеке говори и то да је 2015. године прославила 20 година успјешног рада. Том приликом је прилагођен културно-забавни програм. Такође, 2017. године је при обиљежавању Дана библиотеке организован и забавни приграм који је трајао од 21. до 26. јуна.

## Организација
Основне организационе јединице Библиотеке су:
- Дјечије одјељење
- Одјељење за одрасле